# Eleonora Zucker
Eleonora Zucker (geborene Eleonora Bösenberg oder Eleonore Bösenberg; * 1768 in Hannover; † 13. April 1796 in Leipzig) war eine deutsche Schauspielerin und Sängerin.

## Leben
Eleonora Bösenberg kam 1768 zur Zeit des Kurfürstentums Braunschweig-Lüneburgs während der Personalunion zwischen Großbritannien und Hannover zur Welt als Tochter des in Hannover tätigen Schauspielers Heinrich Bösenberg.
Bereits seit ihrem achten Lebensjahr wirkte Bösenberg von 1776 bis 1782 in Münster in Kinderrollen. 1782 bis 1786 war sie Mitglied der reisenden Schauspielergruppe Gesellschaft Großmann, in der auch ihr Vater Schauspieler war, wirkte von 1786 bis 1796 bei der Gesellschaft des Pasquale Bondini beziehungsweise des Franz Seconda. Bösenberg machte sich insbesondere als Sängerin in der Stimmlage Alt einen Namen, war aber auch als Schauspielerin und im Soubrettenfach beliebt.
Bleibenden Eindruck hinterließ sie in Dresden als Königlich Sächsische Hofschauspielerin am dortigen Hoftheater.
Bösenberg heiratete 1791 ihren Kollegen, den Schauspieler und Sänger Johann Christoph Zucker. Nach der Heirat trat sie vorwiegend in Dresden und Leipzig auf. Ihre Töchter Julie Zucker und Emilie Zucker wurden ebenfalls Sängerinnen.